# درز وجني وتدي
الدرز الوجني الوتدي (بالإنجليزية: Sphenozygomatic suture)‏ هو الدَّرز بينَ عِظام الجُمجُمة (بين العظم الوتدي والعظم الوجني).

## صور إضافية
- رسمة مُتحركة لِموقع العَظمتين   عظم وتدي   عظم وجني
- الدرز الوجني الوتدي (الدائرة الزرقاء) من الخَلف.
- منظر جانبي للجمجمة، حيث يظهر الدرز الوجني الوتدي في المركز بين التعظم الوتدي (باللون الأصفر) والعظم الوجني (باللون الأبيض).
- الجمجمة من الجانب.